# 市川恵一

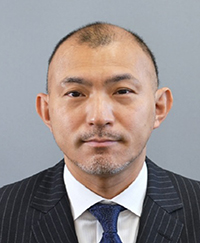

市川 恵一（いちかわ けいいち、1965年〈昭和40年〉9月23日 -）は、日本の外交官。
静岡県出身。
東京学芸大学附属高等学校卒（28期）、東京大学法学部第二類卒（平成元年）。

## 経歴
1989年（平成元年）、外務省入省。スペインにて在外研修。
アジア大洋州局大洋州課長、総合外政策局安全保障政策課長、同総務課長、同参事官及び内閣官房長官秘書官等を歴任。また、在米国日本大使館にて政務公使としても勤務。2020年（令和2年）、外務省北米局長。2022年、外務省総合外交政策局長。2023年8月、内閣官房副長官補。2025年7月、大臣官房付。

## 略歴
- 平成元年4月　外務省入省
- 平成14年8月　在アメリカ合衆国日本国大使館 一等書記官
- 平成18年1月　在アメリカ合衆国日本国大使館 参事官
- 平成18年2月　総合外交政策局総務課 首席事務官
- 平成20年1月　総合外交政策局総務課外交政策調整官
- 平成20年8月　総合外交政策局総務課主任外交政策調整官
- 平成21年7月　アジア大洋州局大洋州課長
- 平成22年7月　総合外交政策局安全保障政策課長
- 平成23年1月　内閣官房　枝野幸男内閣官房長官秘書官事務取扱
- 平成23年9月　藤村修内閣官房長官秘書官事務取扱
- 平成24年12月　菅義偉内閣官房長官秘書官事務取扱
- 平成27年10月　外務省総合外交政策局総務課長
- 平成30年1月　大臣官房参事官兼総合外交政策局
- 平成30年7月　在アメリカ合衆国日本国大使館 公使、シラキュース大学マックスウェル行政大学院にてExecutive Master（国際関係論）取得（2020年）[3]
- 令和2年7月　北米局長（大使）
- 令和4年9月　総合外交政策局長
- 令和5年8月　内閣官房副長官補
- 令和7年7月　大臣官房付

## 同期
- 相航一（23年アメリカ特命全権公使・21年アメリカ公使）
- 赤堀毅（24年外務審議官（経済担当）・22年地球規模課題審議官）
- 赤松秀一（21年上海総領事）
- 安藤俊英（24年中東アフリカ局長・22年領事局長）
- 岡井朝子（23年バーレーン大使・18年国連事務次長補）
- 加納雄大（23年ユネスコ大使・22年内閣府国際平和協力本部事務局長・21年南部アジア部長）
- 城内実（14年外務副大臣・03年衆議院議員）
- 齋田伸一（23年国際平和協力本部事務局長・22年アフリカ部長・20年アメリカ公使・16年エチオピア大使）
- 志水史雄（22年大臣官房長・20年中華人民共和国公使、18年アフリカ連合代表部大使）
- 曽根健孝（22年在ロサンゼルス総領事）
- 田村政美（23年外務省研修所長・20年インドネシア公使）
- 浜田隆（23年瀋陽総領事・21年内閣情報調査室内閣審議官兼国際テロ情報集約室次長）
- 中込正志（22年欧州局長・21年内閣総理大臣秘書官）
- 長岡寛介（24年チェコ大使・21年中東アフリカ局長・19年大臣官房審議官）
- 鯰博行（25年外務審議官（政務担当）・23年アジア大洋州局長・22年経済局長・21年国際法局長）
- 星野芳隆（23年エルサルバドル大使・21年スポーツ庁審議官）
- 松永健（23年トロント総領事）
- 山本恭司（19年フィリピン公使）
- 米谷光司（21年アフリカ部長・17年ジブチ大使）